# Edward Armstrong
Edward Armstrong (Tidenham, 3 marzo 1846 – Oxford, 14 aprile 1928) è stato uno storico e biografo britannico.

## Biografia
Lettore alla Oxford University, fu autore di importanti biografie quali Elisabetta Farnese (1892), Lorenzo de' Medici (1896) e Carlo V (1902).